# Eutetrapha laosensis
Eutetrapha laosensis är en skalbaggsart som beskrevs av Stefan von Breuning 1965. Eutetrapha laosensis ingår i släktet Eutetrapha och familjen långhorningar.
Artens utbredningsområde är Laos. Inga underarter finns listade i Catalogue of Life.